# 1603

## Събития
- В Рим е основана Академия деи Линчеи
- Обединение между Англия и Шотландия.
- 25 юли – Джеймс I е коронясан за крал на Англия.

## Родени
- Абел Тасман, изследовател
- Фасилидас, император на Етиопия

## Починали
- 13 февруари – Франсоа Виет, Френски математик
- 24 март – Елизабет I, кралица на Англия
- 30 ноември – Уилям Гилбърт, английски физик
- 22 декември – Мехмед III, султан на Османската империя